# Bárcsak (film)
A Bárcsak (alternatív cím: Ha másért nem is, eredeti cím: If Only)  2004-ben bemutatott amerikai–brit romantikus fantasy-filmdráma, melyet Gil Junger rendezett. A főbb szerepekben Jennifer Love Hewitt és Paul Nicholls látható.

## Cselekmény
Ian Wyndham brit üzletember amerikai barátnőjével, Samantha Andrews-szal (Jennifer Love Hewitt) Londonban él. Samantha egy komolyzenei együttesben hegedűs, és London egyik legjobb zeneiskolájába jár három éve. Ian rendkívül elfoglalt, munkája leköti. Még arra sincs ideje, hogy Ohióba utazzon, hogy megismerkedjen Samantha szüleivel. Majdnem elfelejti azt is, hogy aznap Samanthának vizsgaelőadása lesz, amivel befejeződik a képzése.
Otthonról együtt indulnak el. A nap során apróbb balesetek történnek: Samantha megégeti a kezét a kávéfőzővel, az utcán valaki véletlenül leönti, Ian pedig a lendülettől beüti a kezét egy tűzcsapba, ezért az órája üvege eltörik. Ian egy előadást tart komoly üzletemberek előtt. Samantha otthon azt veszi észre, hogy Ian nem vitte magával a dossziéját, ezért utána rohan, és beront a terembe, a dosszié azonban hiánytalanul ott van, és Samantha elrontja Ian bemutatóját, ezért a férfi nem kapja meg a támogatást. Ian taxival megy a koncertre. A taxis azt tanácsolja neki, hogy a legfontosabb, hogy szeresse a lányt.
Ian nem tesz szemrehányást neki az étteremben, ahova beülnek a koncert után. Samantha úgy érzi, Ian nem szereti, ezért szakít vele. Az étterem előtt egy taxiba ül, Ian azonban nem akar vele menni. A taxisofőr ugyanaz, akinek autójában Ian a koncert előtt ült. Amikor a taxi megáll a lámpánál, utánarohan, de nem éri utol. Ekkor oldalról egy autó belerohan a taxiba. Samantha a kórházban Ian szeme láttára hal meg.
Közös lakásukban Ian megtalálja Samantha naplóját, amibe belelapoz. Egy kottát is talál benne, amelyet Samantha írt. Ian a naplót szorongatva alszik el.
Másnap reggel Iant sokkolja, hogy Samantha vidám hangját hallja, és a lány ott van mellette. Ian arra jut, hogy csak rosszat álmodhatott, később azonban déja vu érzés keríti hatalmába. Bár nem pont ugyanúgy, de minden megtörténik, amit korábban átélt. Samantha nem a kávéfőzővel, hanem a hajsütővel égeti meg a kezét, Ian javaslatára más útvonalon mennek, mint ahogy szoktak, de egy járókelő ott is leönti Samanthát. Ian megemlíti Samanthának az álmot, de nem mondja el a baljóslatú véget.  Megegyeznek, hogy ha Ian órája nem törik össze, akkor csak egy rossz álom volt, ezért Samantha elkíséri Iant a munkahelyéig. Ian órája sértetlen marad, és kissé megnyugszik, de azért gyanakvó marad. Az előadásához szükséges dossziét jól láthatóan állandóan a kezében tartja. Rövid időre látható, hogy Samantha megjelenik az ajtóban, de mivel észreveszi a dossziét, nem zavarja meg Ian előadását, így az sikeresen lezajlik, és megkapja a remélt támogatást.
Ian taxiba száll, a taxisofőr megint ugyanaz az ember. Amikor Ian erre rákérdez, a sofőr nem emlékszik rá, kiszálláskor azonban elszólja magát, mert azt mondja, hogy Ian előző nap már kifizette a fuvart. Ez aggodalommal tölti el Iant, és Samantha barátnője, Lottie-nak a galériájához rohan, ahol megtalálja a lányt.
Ian azt javasolja, hogy vonattal azonnal utazzanak el akárhova. Samantha olyan úti célt választ, amelyről Ian valamikor beszélt neki. A hegyekben egy menedékházhoz érkeznek, ekkor elered az eső. Ian a kandallóba fát rak, és amikor meggyújtja a tüzet, az órája üvege a kandallóhoz ütődik és összetörik. Ian emiatt meg van győződve róla, hogy a sorsa elkerülhetetlen, és ez lesz Samantha utolsó napja, ezért azt kérdezi tőle, mit szeretne, ha tudná, már csak egy napja van hátra. Samantha azt válaszolja, csak annyi, hogy együtt legyenek. Ian és Sam csókolózni kezdenek, majd szeretkeznek a kandalló előtt.
Visszafelé betérnek egy kocsmába, ahol Ian elmondja Samanthának, hogy apja, akire mindig felnézett, a gyár bezárása után nem kapott máshol munkát, abban a kocsmában töltötte az idejét, ő pedig semmit sem tudott tenni, hogy helyrehozza az életét.
Londonba visszatérve Ian azt javasolja, hogy szálljanak be a London Eye-ba, amelytől Samantha fél, mert tériszonya van, de később megfeledkezik róla.
Lakásukba visszatérve a koncertre készülődnek. Ian egy óvatlan pillanatban kiveszi Samantha naplójából a kottát, és egy közeli másolónál 75 példányt rendel belőle. A koncert előtt beszél a karmesterrel. A koncert rendben lezajlik, amikor ráadásként Samantha szerzeményét kezdik játszani. Samantha eleinte rendkívül ideges, de elénekli a dalt, amelyet Iannek írt. A dal sikert arat.
Samantha rendkívül fel van dobva, miközben a koncert után az utcán sétálnak. Ian az étteremben egy karkötőt ad Samanthának, amelyen apró figurák vannak a közelmúlt eseményeire emlékeztetve: egy hangjegy, egy hegedű, egy virág, egy szív, egy mozdony és az Eiffel-torony, amelyet Samantha mindig látni szeretett volna.
Ahogy elhagyják az éttermet, ömleni kezd az eső. Ian azonban még el akarja mondani Samanthának, hogy ő megváltoztatta az életét, és  nagyon szereti.
Egy taxi érkezik, amelyet a már ismert sofőr vezet. Ian a helyszínt is felismeri (ugyanaz, mint az „álmában”) és az idő is ugyanaz (este 11). Ian emlékezetébe bevillannak a szörnyű esemény képei. Mindketten beszállnak a taxiba, amelybe belerohan egy másik autó.
A kórházban Samantha barátnője, Lottie rohan a folyosókon, de ezúttal nem Ian ül lelkileg összetörve, mint előző alkalommal, hanem Samantha fekszik egy kórházi ágyon, kisebb karcolásokkal. Ezúttal Ian halt meg.
Hat hónappal később Samantha a közös lakásukban van, ahol már minden be van dobozolva. Samanthát egy éttermi színpadon látjuk énekelni a dalát, Lottie az első sorokban ül. Samantha elutazik a hegyekbe, ahová Iannal utaztak, és egy fennsíkra kapaszkodik, ahonnan gyönyörű kilátás tárul elé.

## Szereplők
- Jennifer Love Hewitt – Samantha Andrews
- Paul Nicholls – Ian Wyndham
- Lucy Davenport – Lottie, Samantha barátnője
- Diana Hardcastle – Claire
- Tom Wilkinson – taxisofőr
- Robert Ziegler – karmester

## Bemutató
A forgatás 2002 novembere és 2003 januárja között zajlott.
A filmet először a 2004-es Sarasota filmfesztiválon mutatták be, január 23-án. Az USA-ban nem volt mozis forgalmazó, ezért nem kezdték vetíteni. A világ más részein 2004 és 2005 folyamán játszották a mozik. Az Egyesült Államok nézői 2006. január 15-én láthatták először, amikor az ABC Family tévécsatorna bemutatta. Angliában a Hallmark tévécsatorna 2009. július 28-án adta le.
DVD-n Németországban 2005-ben kiadták, Amerikában 2006. május 9-én.

## Fogadtatás
„Jennifer Love Hewitt és Paul Nicholls elbűvölőek és őszinték ebben a romantikus szerepben. A történet szórakoztató és feszültséggel terhes, egy csöppnyi, mélyen átérzett melodrámával, amitől a hölgyek a zsebkendőik után nyúlnak”. Más kritikusok lenézően nyilatkoztak a filmről. Mások kiemelték azt a tényt, hogy bár Jennifer Love Hewitt nemcsak egyik főszereplője, hanem producere is a filmnek, Paul Nicholls többet látható.

### Filmdalok
A filmben elhangzó két dal a női főszereplő, Jennifer Love Hewitt szerzeménye. A film főcímdalának szerzője Paul Englishby
1. Love Will Show You Everything
2. Take My Heart Back
3. If Only Theme Music – 1' 42"

## Fordítás
Ez a szócikk részben vagy egészben  az   If Only (film) című angol Wikipédia-szócikk fordításán alapul.  Az eredeti cikk szerkesztőit annak laptörténete sorolja fel. Ez a jelzés csupán a megfogalmazás eredetét és a szerzői jogokat jelzi, nem szolgál a cikkben szereplő információk forrásmegjelöléseként.